# آمریکن فورک (یوتا)
آمریکن فورک (به انگلیسی: American Fork) شهری در ایالت یوتا کشور ایالات متحده آمریکا است که جمعیت آن در سرشماری سال ۲۰۱۰ میلادی، ۲۶٬۲۶۳ نفر بوده‌است.